# یواس‌اس سیز (ای‌آراس-۲۶)
یواس‌اس سیز (ای‌آراس-۲۶) (به انگلیسی: USS Seize (ARS-26)) یک کشتی بود که طول آن ۲۱۳ فوت ۶ اینچ (۶۵٫۰۷ متر) بود. این کشتی در سال ۱۹۴۴ ساخته شد.